# Piramidi di Güímar
Le piramidi di Güímar si trovano nel paese di Güímar sulla costa orientale dell'isola di Tenerife, nelle Canarie, in Spagna. Si tratta di piramidi caratterizzate da cinque livelli di forma rettangolare, che somigliano alle piramidi realizzate dai Maya e dagli Aztechi in Messico. Fanno attualmente parte di un parco etnologico aperto al pubblico.

## Storia

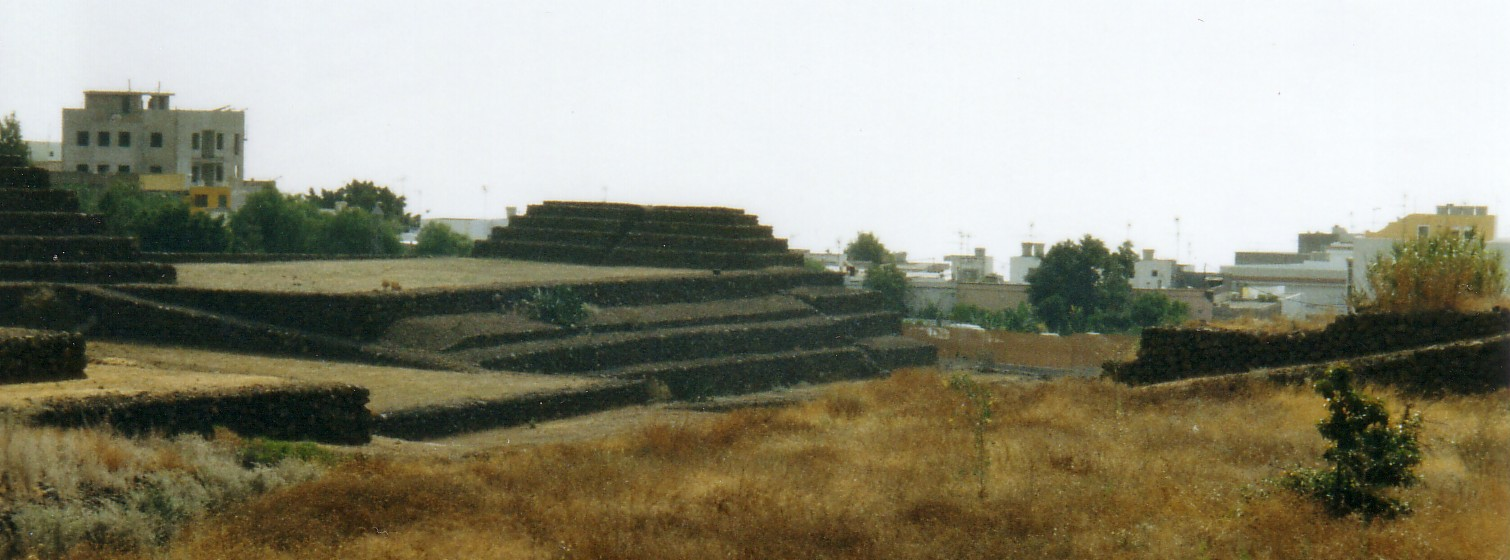
Piramidi di Guimar

Per molto tempo la versione più accreditata voleva che le piramidi fossero costituite da mucchi di pietre realizzati dai coltivatori del posto, che avevano trovato le pietre mentre aravano e le avevano accatastate sugli orli dei propri campi. Questa era una pratica comune sulle Isole Canarie. Racconti delle persone del luogo e vecchie immagini suggeriscono che tali piramidi sono realmente esistite in diverse ubicazioni sull'isola, ma furono distrutte a causa della loro inutilità ed usate come materiale per la costruzione di edifici. A Guimar c'erano nove piramidi delle quali ne sono rimaste soltanto sei.
Nel 1991 il celebre ricercatore Thor Heyerdahl analizzò le piramidi e scoprì che non poteva trattarsi di un ammasso casuale di pietre. Per esempio, erano visibili i segni di lavorazione sui massi e il terreno, prima della posa, era stato livellato. Le pietre, inoltre, non erano comuni pietre come quelle sui campi nei dintorni, ma pietre di origine vulcanica. Infine Heyerdahl dimostrò l'orientamento astronomico delle piramidi.
Nel giorno del solstizio d'estate si può vedere un doppio tramonto dalla piattaforma della piramide più alta - il sole scende dietro il picco di un'alta montagna, lo oltrepassa, appare di nuovo e scompare dietro la montagna successiva. Tutte le piramidi hanno una scalinata sul lato occidentale, sulle quali è possibile salire seguendo esattamente il sole nascente, la mattina del solstizio d'inverno.
Comunque, Heyerdahl non fu in grado di scoprire l'età delle piramidi né di dire da chi vennero costruite. In realtà i Guanci (o Guanches, popolazione indigena delle Canarie) hanno abitato una caverna posta sotto una delle piramidi. Fino alla conquista spagnola nel tardo XV secolo Güímar era la residenza di uno dei dieci "menceys" (re) di Tenerife. È da notare che secondo quanto riportato da Plinio il Vecchio, le Canarie erano disabitate all'epoca del navigatore Annone (ca. 600 a.C.) ma contenevano le rovine di grandi edifici.
Le origini dei Guanci non sono molto chiare. Il passaggio sulle Canarie dalla costa più vicina, nel Marocco meridionale, è difficile a causa delle correnti marine, mentre è più facile dall'Europa e dall'area del Mar Mediterraneo.
Heyerdahl avanzò una teoria secondo la quale le Canarie erano state base per antichi commerci tra America e Mediterraneo. La rotta più rapida tra le due regioni in effetti passa dalle Canarie. Venne usata anche da Cristoforo Colombo. Già nel 1970 Heyerdahl aveva mostrato che i traffici tra il Nord Africa e i Caraibi erano possibili usando metodi antichi, avendo navigato dal Marocco a Barbados con la barca in papiro Ra II.
Nel 1998 i 65.000 m² dell'area delle piramidi di Güímar vennero aperti al pubblico come parco etnologico. Heyerdahl venne appoggiato finanziariamente dal norvegese Fred Olsen, che vive a Tenerife. Un centro informazioni illustra il visitatore sulla spedizione di Heyerdahl e sulle sue teorie circa le piramidi. Due padiglioni contengono materiale di Heyerdahl e modellini delle sue barche, e tra le altre cose una riproduzione della Ra II a grandezza reale.
L'ipotesi di Heyerdal tuttavia non è ancora appoggiata da solide evidenze scientifiche ed è pertanto considerata da alcuni come una suggestione.

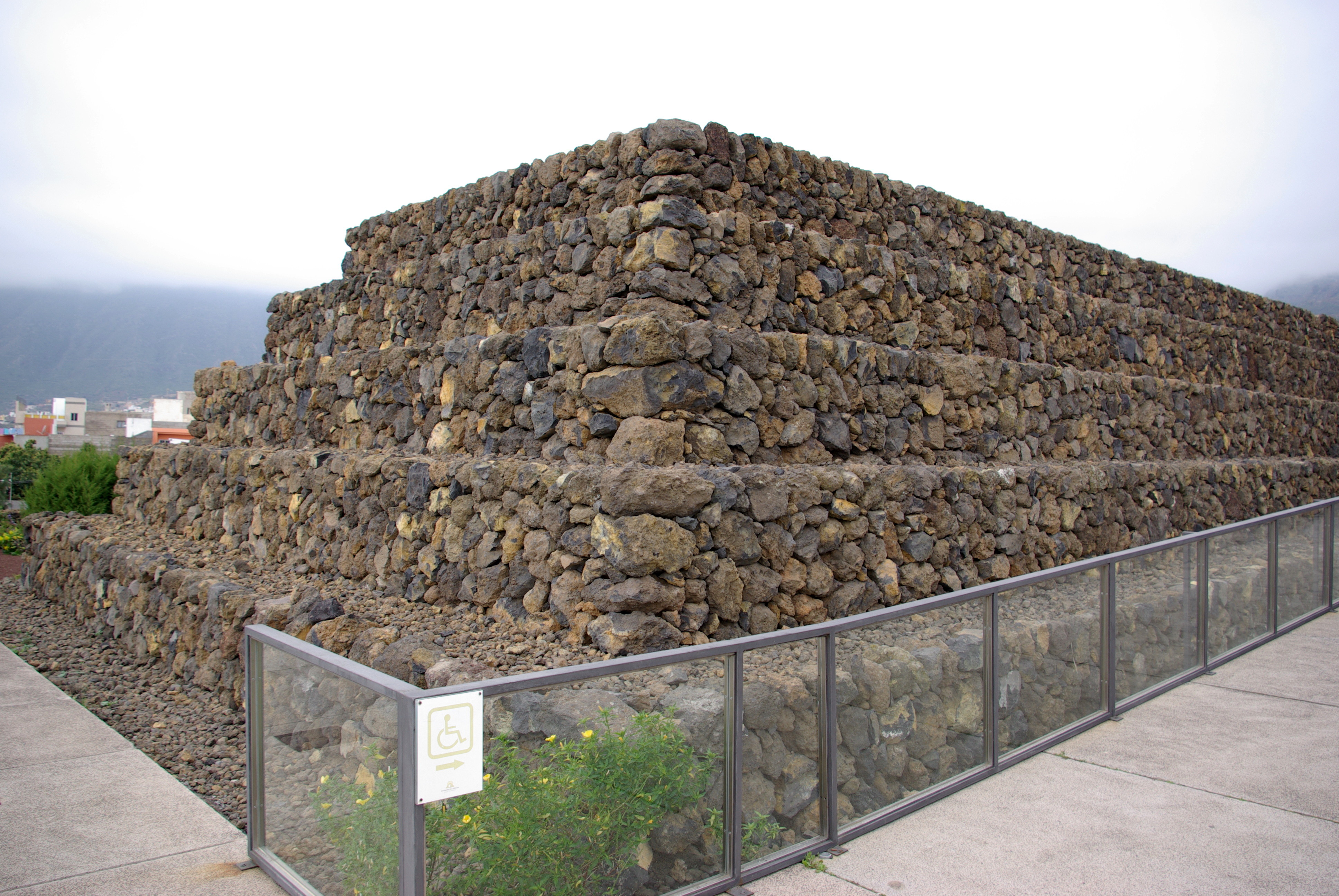
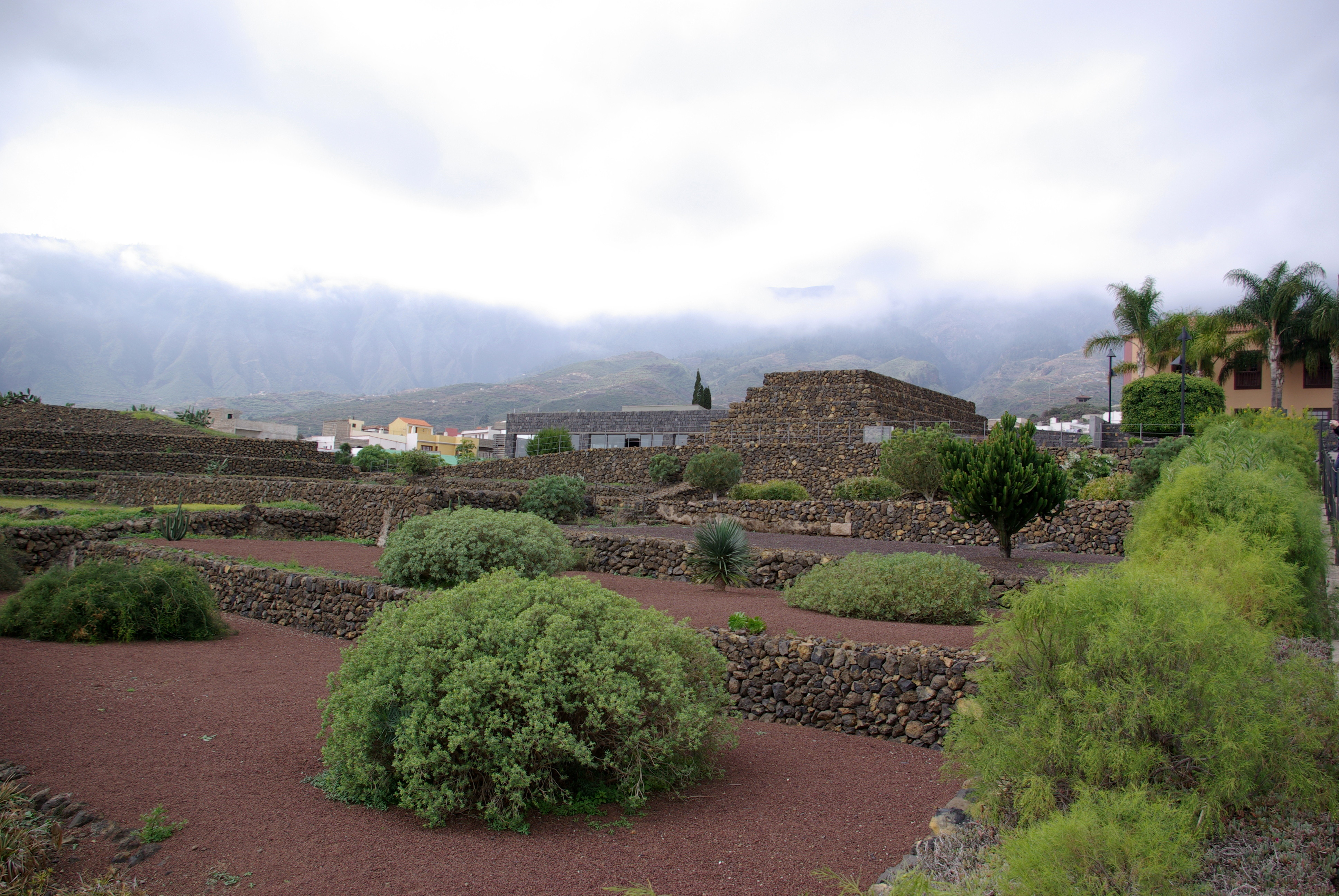
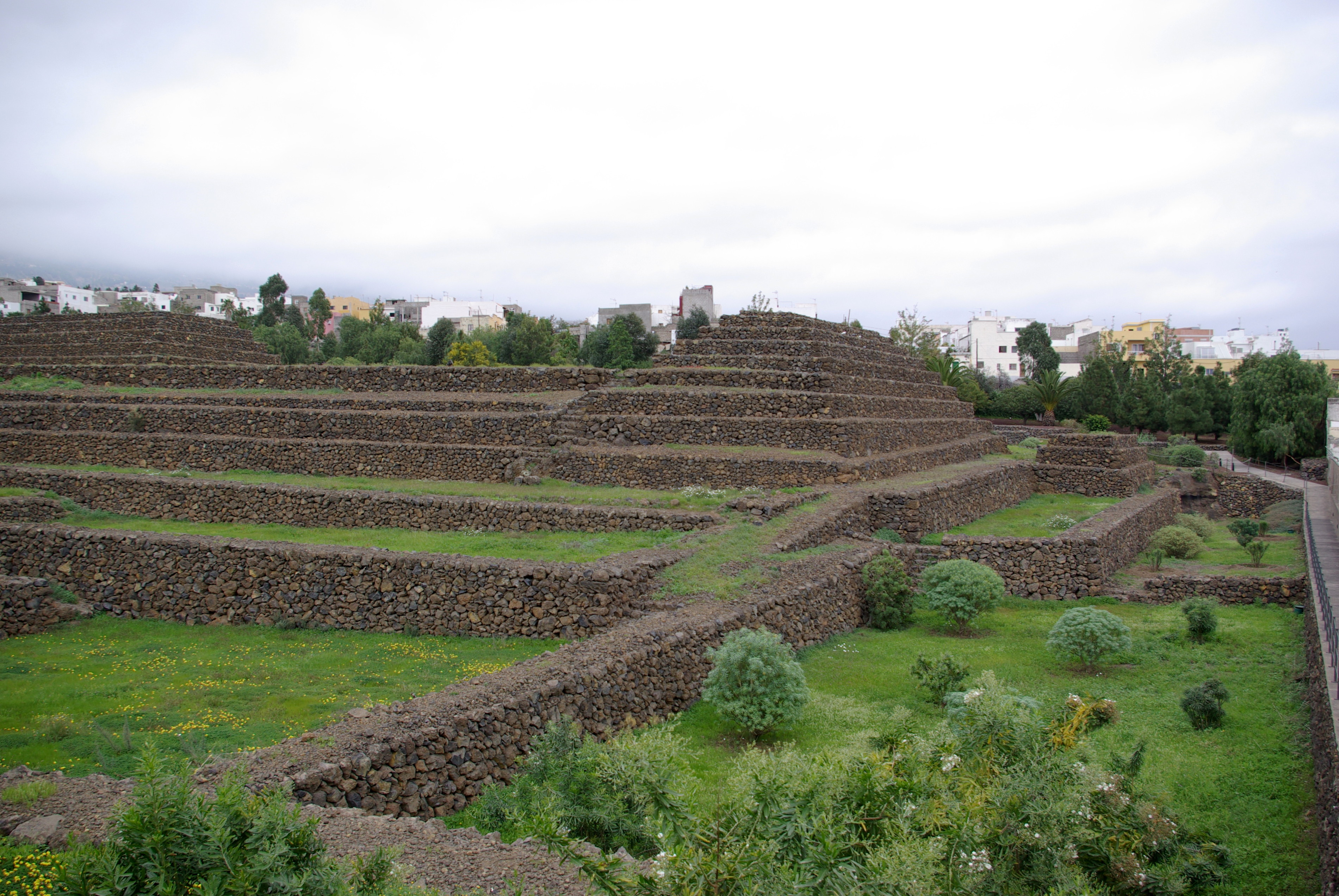
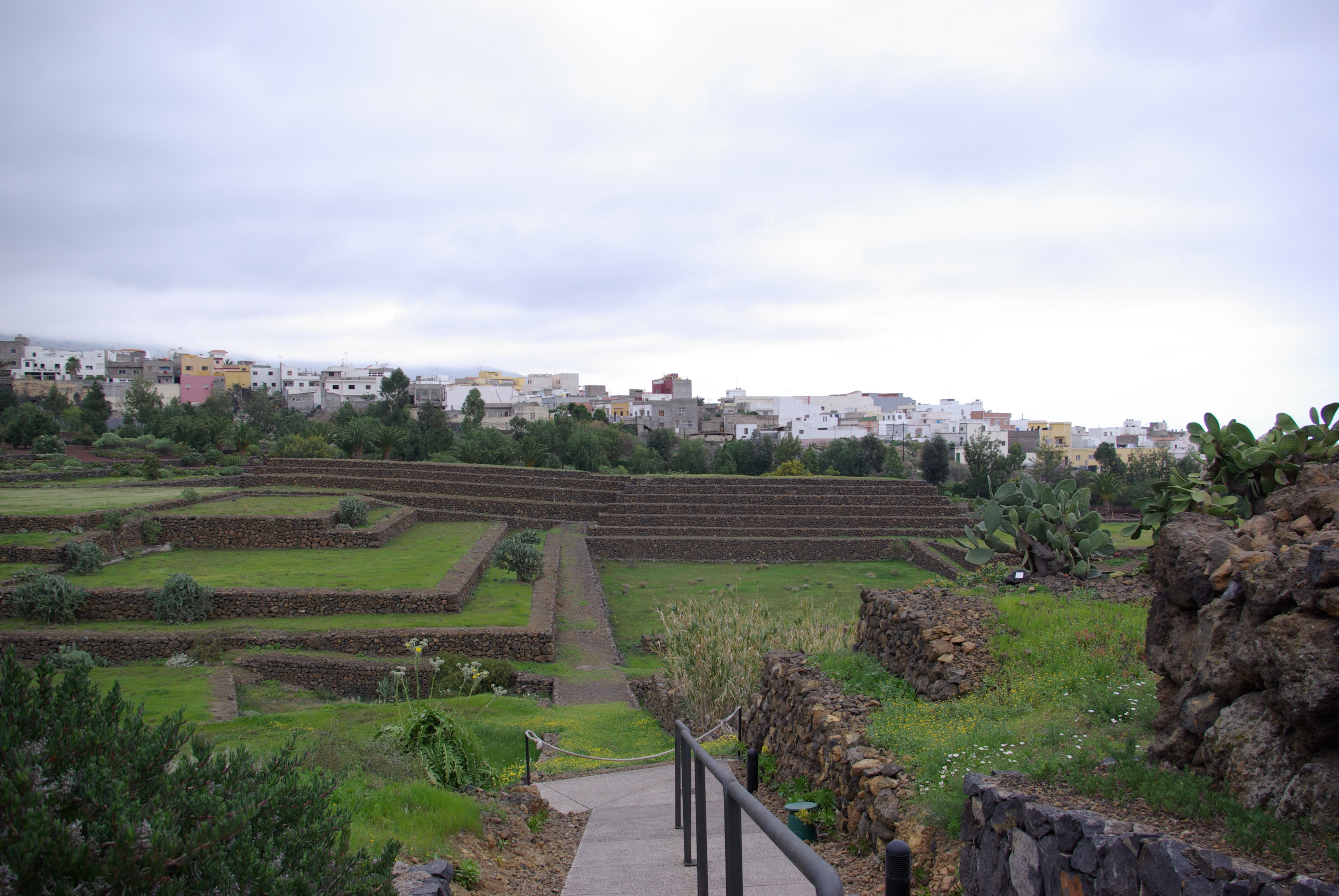